# Base Aérea de Ramstein
La Base Aérea de Ramstein es una base militar localizada en la localidad de Ramstein en el estado (Land) de Renania-Palatinado. En la actualidad la base es el cuartel general de las Fuerzas Aéreas de Estados Unidos en Europa (United States Air Forces in Europe en inglés). La puerta este de la base está situada a 16 kilómetros al oeste de Kaiserslautern.

## Historia

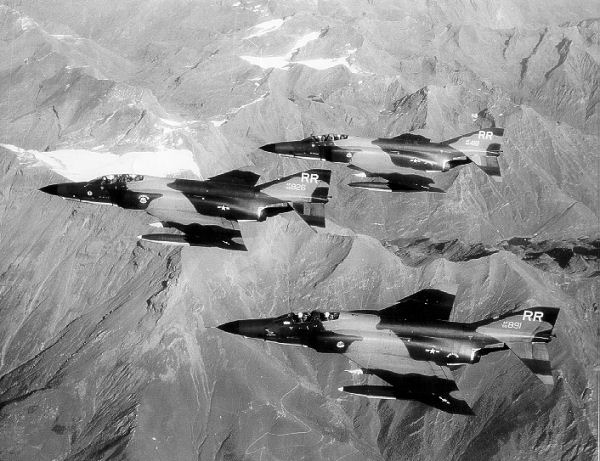
McDonnell RF-4C Phantoms del 38.º escuadrón de reconocimiento táctico, 26.º TRW, números de serie AF 65–0891, 65–0826 y 66–0418. Estos aviones se retiraron a AMARC a principios de la década de 1990.

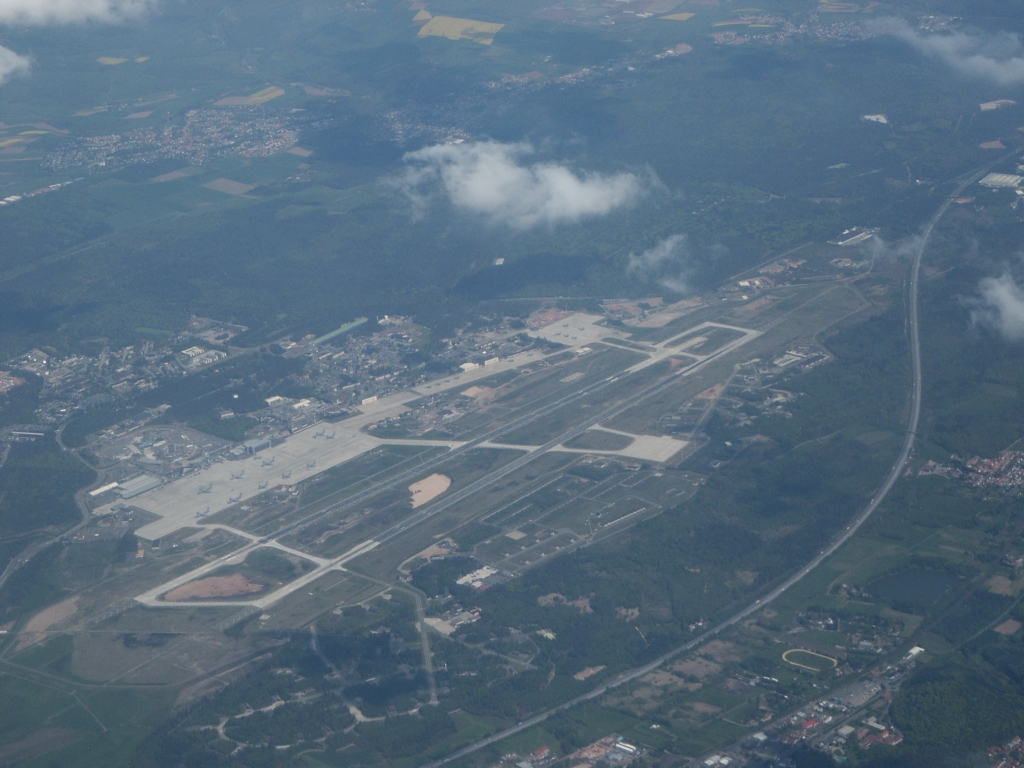
Vista aérea de la base.

La base comenzó a construirse  en abril de 1951 bajo provisiones franco-estadounidenses, pues en ese tiempo los alrededores estaban bajo control posicional de la postguerra francesa. Fue diseñada por ingenieros franceses, construida por alemanes y ocupada por norteamericanos. 
Los lugareños no se vieron sorprendidos por la construcción de la importante base aérea. En 1940, la construcción del Autobahn A-6 fue parada cuando se derrumbó un puente que era construido a través del Rin cerca de Mannheim matando a muchos trabajadores. Una autopista Mannheim Sarrebruck cerca de Kaiserslautern fue utilizada tan como pista de aterrizaje por la Luftwaffe. La vieja sección del autobahn todavía se utiliza pues la vía de acceso a las puertas del este y del oeste de la base y del A-6 sur fue reconstruida de la base aérea después de la Segunda Guerra Mundial. La pista de aterrizaje también fue utilizada por las fuerzas aéreas del ejército estadounidense durante los meses finales del conflicto.
La construcción fue terminada antes de 1952 y la base fue abierta el 1 de junio de 1953.

## Accidente
Esta base aérea es también conocida por el accidente del 28 de agosto de 1988, en el cual, durante una exhibición de las fuerzas aéreas italianas, los aviones impactaron entre sí en el aire, cobrando la vida de alrededor de 70 personas y dejando a 400 heridos de gravedad.
Por el mismo accidente un grupo de Metal Industrial tomó el nombre de Rammstein.[cita requerida]